# Karacsájok
A karacsájok (karacsájul: къарачайлыла vagy таўлула) török eredetű nép, amely a Kaukázus északi előterének őslakos népe, főként a Kubán és a környező folyók, valamint azok mellékfolyóinak völgyei mentén fekvő hegyvidék és előhegység vidékeit lakta.

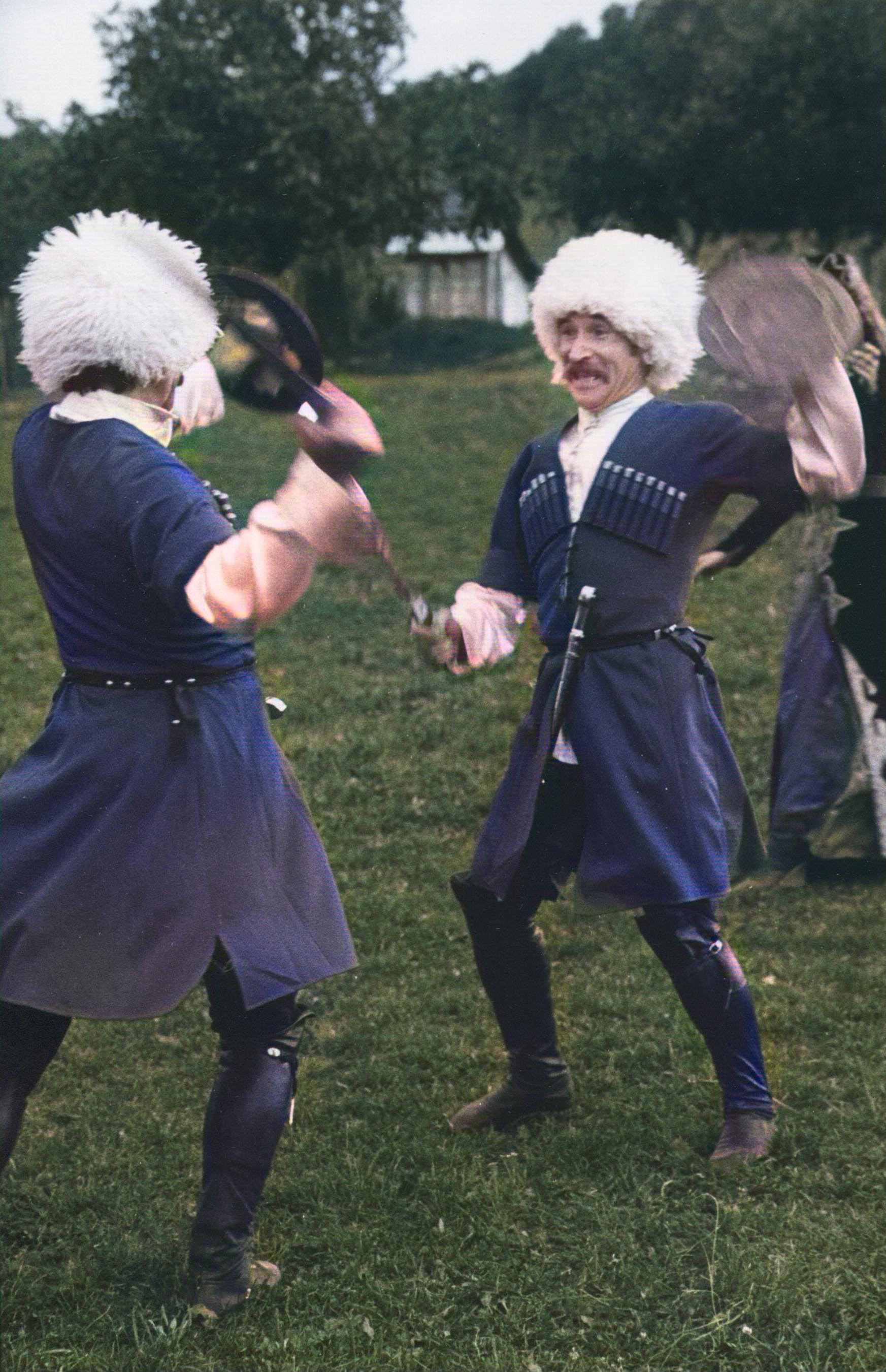

A karacsájok valójában a balkárokkal alkotnak egy népet, Kabard- és Balkárföld népével szomszédosak, a köztörök nyelvek kipcsak ágába tartozó karacsáj-balkár nyelvet beszélik.

## Első említésük
A karacsájokat az orosz forrásokban "Karachaeh" Karachai formában 1636-ban említették először, a karacsáj néprajzi régió létezéséről pedig 1639-re jelent meg az első írásos bizonyíték: melyet Fedot Jelcsin mingreli orosz követ cikklistája tartalmazza. Az általa a követségi rendhez benyújtott jelentésben "Karochai", "Korachai" formában írtak két testvérről, Elbuzduk és Elistan "Karacsáj hercegek" nevét említve.
Egy orosz forrás pedig 1743-ban a Kubán-hegységben élő "karacsáj" népről számol be, akiknek "tatár nyelvük" van. 1753-ban a Külügyi Kollégiumban írt feljegyzés is megemlíti a karacsáj népet, amely nem tartozik a krími kán alá.

## Kialakulásuk
A karacsájok etnogenezisében a fennmaradt leírások alapján a hun birodalom utódnépei vehettek részt. Kiemelten bolgárok és kipcsakok, valamint a  török és a kaukázusi népeken kívül iráni etnikumok – legnagyobbrészt alánok – is alakították a kialakuló karacsáj népet. A karacsáj nép kialakulása feltehetően a 13.-14. században ért véget.
A nép kialakulása terén megkülönböztetik a helyi kaukázusi népességet, amely megalapozta a karacsáj etnogenezist, és szellemi és anyagi kultúrájuk számos jellegzetességét adta át az utódoknak, valamint az alánokat. A Kaukázus 18-19. századi földrajzi térképein a karacsáj területet még Alániának nevezik.
Markov G. E. és Bromley Y. V. e témáról feljegyzett adatai szerint:
A balkárok és a karacsájok ugyanazt a nyelvet beszélik, de földrajzilag elkülönülnek egymástól - a balkárok a Terek-medencében, a karacsájok pedig a Kubán-medencében élnek, a köztük lévő Elbrusz-hegységrendszer nehezen megközelíthető. Mindkét nép helyi kaukázusi nyelvű lakosság, mely az iráni nyelvű alánok és a nomád török törzsek, főként bolgárok és kipcsakok keveredéséből alakult ki. A balkárok és a karacsájok nyelve a türk nyelvek kipcsak ágához tartozik.
A Kaukázust a 13. században mongol-tatár seregek szállták meg, legyőzve az alánokat és a kipcsakokat. Ibn-al-Asir arab történetíró leírása szerint a kipcsakok egy része arra kényszerült, hogy a hegyvidéken "szétszórtan a hegyekben" keressen menedéket. A leírás szerint tehát a kipcsakok voltak az egyik fő alkotóeleme a karacsájok és valószínűleg a balkárok kialakulásának is.
Karácsájt 1834-ben az Orosz Birodalomhoz csatolták. Később, 1944-ben a szovjet időkben a Kubán folyó felső folyásától Grúzia északi részéig terjedő területen élő karacsájokat Kirgizisztánba telepítették át, közülük sokan nem élték túl a deportálást. Csak Sztálin halála után, 1957-ben térhettek vissza szülőföldjükre.
Muzulmán vallásuk ellenére, a sámánisztikus őshitük a 20. század elején is tartotta magát, sőt e vallásuk nyomai a mai napig élnek hiedelemvilágukban. 
Magyar népzenetudósok, megvizsgálva a karacsáj népzenét, azt igen közeli rokonságban lévőnek tartják a magyar népzenével, ezért már számos adatgyűjtő expedíciót is szerveztek a karacsájok földjére.

## A karacsájok génkészlete

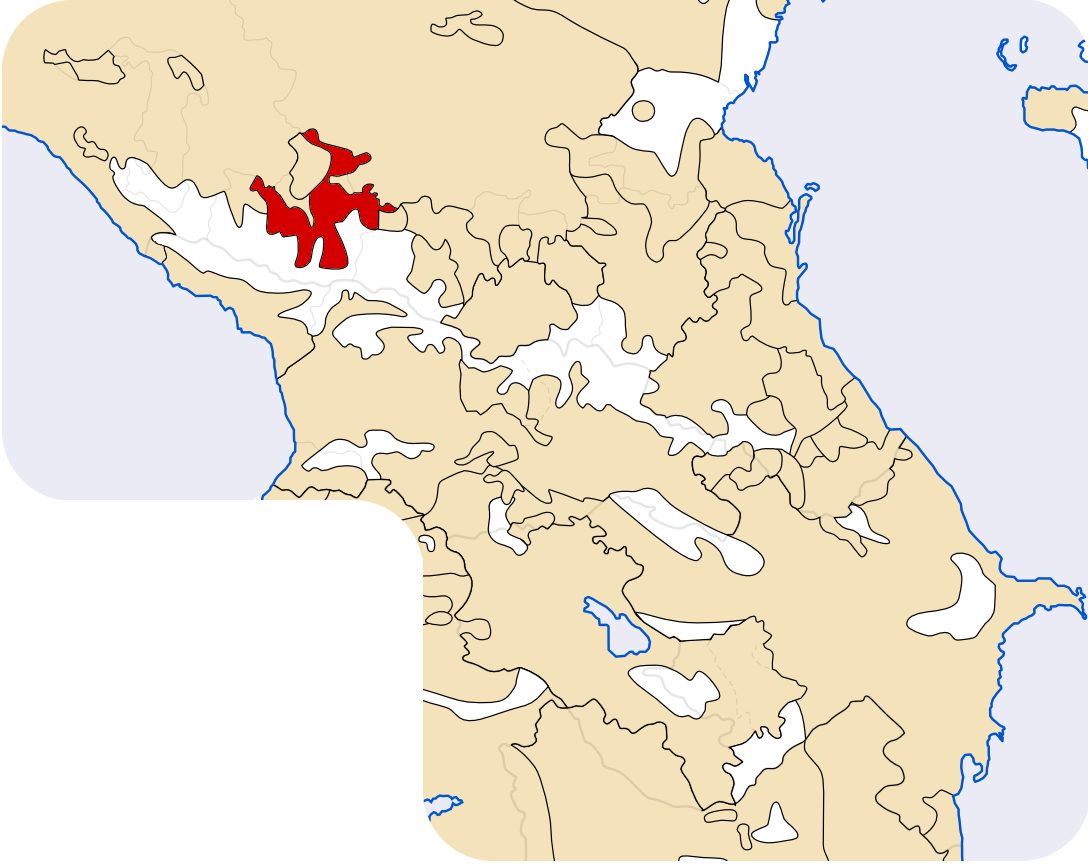
A karacsájok elhelyezkedése a térképen

A karacsájok között végzett kutatás eredményei alapján azonosították a két leggyakoribb Y-kromoszómás haplocsoportot: R1a1a-M198 - körülbelül 36% és G2a-P15 - körülbelül 31%. 
Az R1a1a-M198 haplocsoport a karacsájoknál gyakrabban fordul elő mint a szomszédos népeknél: az abházoknál (24%) és a cserkeszeknél (20-80%). 
A feltételezések szerint az R1a1a haplocsoport magas aránya a karacsájok és a szomszédos népek körében az eurázsiai sztyeppékről történő migráció eredménye. A G2a-P15 haplocsoport az autochton népességgel - a koban-kultúra törzseivel - hozható kapcsolatba. Az R1a1a és a G2a-nál ritkábban, a Kaukázusra jellemző egyéb haplocsoportok is megtalálhatók a karacsájokban: J2 (7%), R1b (5%), I2a (4%), J1 (2%), E1b1b1, T1. Megjegyzendő, hogy a kelet-eurázsiai eredetű Y-kromoszómás haplocsoportok gyakorlatilag hiányoznak a karacsájokból.
A mitokondriális DNS főbb haplocsoportjai, amelyeket a karacsájoknál azonosítottak, a következők: H (25,5%), U1b (10,4%), U3 (9,4%), J1 (5,7%), T1b (5,7%), U1a (5,7%), U2e (5,7%), U5 (5,7%). A karacsájok mitokondriális DNS haplocsoportjai közel állnak a Nyugat-Kaukázus más népességeihez, és túlnyomórészt ősázsiai eredetűek. A kelet-eurázsiai eredetű mitokondriális DNS haplocsoportok rendkívül alacsony gyakorisággal fordulnak elő. Megállapítható, hogy a karacsájoknál a Nyugat-Kaukázus egyes kaukázusi nyelvű népességeihez képest alacsonyabb a kelet-eurázsiai mitokondriális DNS haplocsoportok aránya.

## Fordítás
- Ez a szócikk részben vagy egészben  a(z)   Карачаевцы című orosz Wikipédia-szócikk ezen változatának fordításán alapul.  Az eredeti cikk szerkesztőit annak laptörténete sorolja fel. Ez a jelzés csupán a megfogalmazás eredetét és a szerzői jogokat jelzi, nem szolgál a cikkben szereplő információk forrásmegjelöléseként.